# Врангель, Людвиг Андреевич
Людвиг Андреевич Врангель (нем. Nils Ludwig Wrangel; 1786—1847) — волынский и могилёвский вице-губернатор.

## Биография
Родился в Ревеле 18 (29) мая 1786 года в семье вице-губернатора Ревельского наместничества Андрея Ивановича Врангеля; происходил из рода Врангели дома Addinal.
Был награждён орденом Св. Владимира 4-й ст. (14.08.1807). 
Участвовал в заграничном походе русской армии; удостоен ордена «Pour le Mérite».
С 8 мая 1816 по 20 декабря 1822 года был командиром Костромского пехотного полка; 23 апреля 1818 года был произведён в полковники.
С 1825 по 1832 год был вице-губернатором Волынской губернии. Затем переведён на такую же должность в Могилёвскую губернию и занимал её до 11 июня 1837 года; 17 октября 1841 года был пожалован орденом Св. Владимира 3-й степени.
Умер в Житомире 24 августа (5 сентября) 1847 года.

## Награды
Российской империи:
- Орден Святого Владимира 4-й степени с бантом (14 августа 1807)
- Орден Святой Анны 2-й степени (20 января 1814)
- Орден Святого Владимира 3-й степени (17 октября 1841)
- Медаль «В память Отечественной войны 1812 года» (1812)
- Медаль «За взятие Парижа» (1814)
- Знак отличия за XXV лет беспорочной службы

Иностранных государств:
- Орден «Pour le Mérite» (13-18 октября 1814, королевство Пруссия)

## Семья
Был женат на родившейся в Харькове дочери отставного генерал-майора В. И. Чевкина, Анне Владимировне (04.05.1800 — 02.12.1856). Их дети:
- Александр Людвигович (1818—?)
- Владимир Людвигович (1820—1902) - генерал-лейтенант
- Людвиг Людвигович (1821—?)
- Андрей Львович (Нильс-Генрих; 1824—1897) - ялтинский городской голова
- Мария-Леонтия (1825—?)
- Мария (1826—?)
- Платон Львович (1829—1892), с 1854 года был женат на дочери вице-адмирала М. Н. Лермонтова Елизавете Михайловне; у них сын — Николай (1860—1933)
- Анна (1829—?)
- Константин Львович (1832—1887), генерал-майор с 26.06.1875.